# 不可推搪的黎明生日約會
不可推搪的黎明生日約會是香港歌手黎明的個人演唱會，由香港商業電台主辦、黎明家族合辦，演唱會於1993年12月16日晚上在香港文化中心音樂廳及露天廣場同步舉行，只演1場。

## 背景
自1991年起，香港商業電台於黎明生日的月份均會為他舉辦音樂會，包括1991年12月18日舉行的《黎明·我的感覺演唱會》；1992年12月18日舉行的《黎明我的親愛音樂會ICHIBAN》。1993年12月11日，是黎明的27歲生日，香港商業電台除了在12月10日為黎明舉行生日會外，亦於12月16日晚上為他舉辦名為《不可推搪的黎明生日約會》的音樂會。

## 製作概念

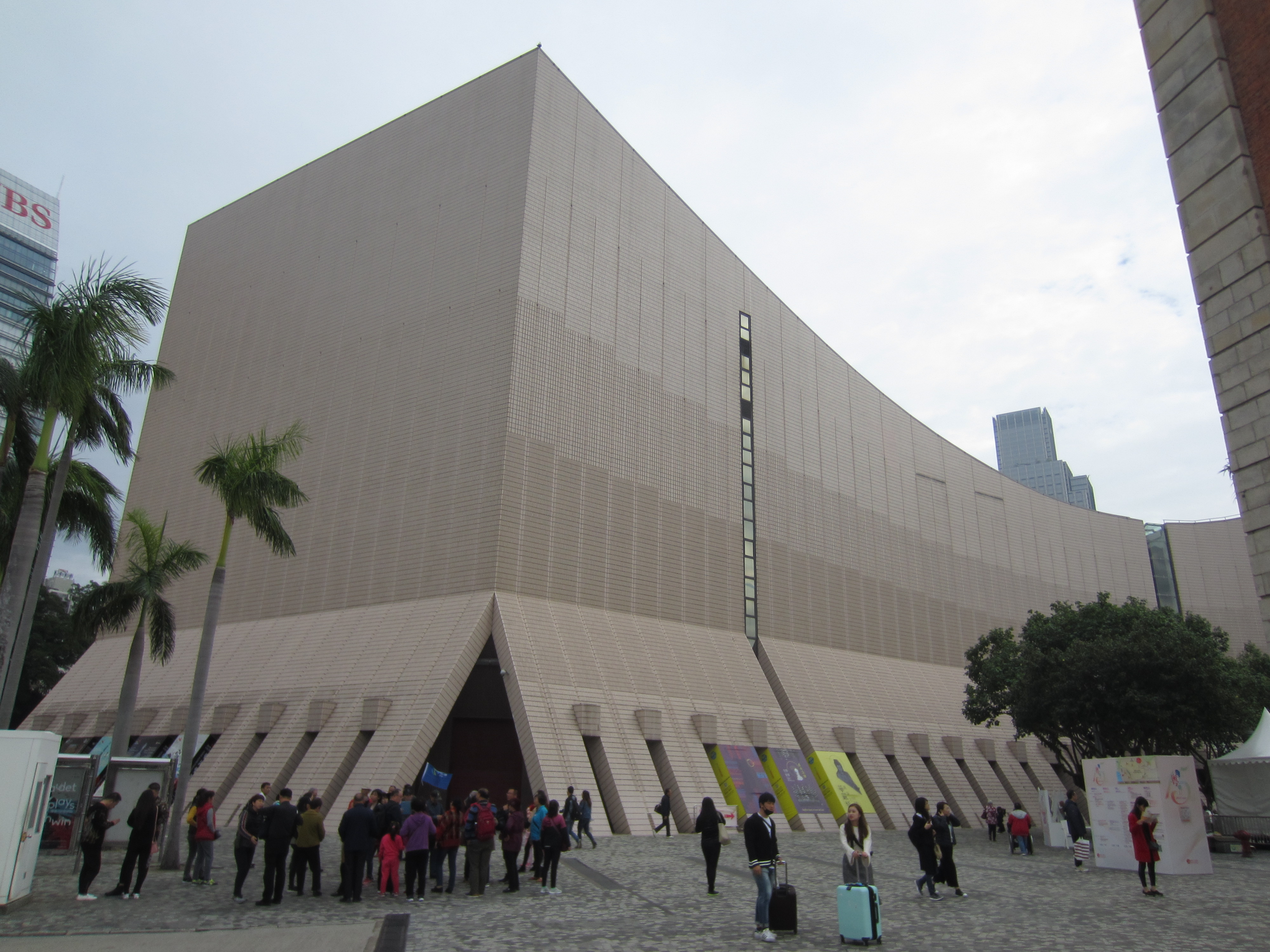
香港文化中心露天廣場（攝於2017年）

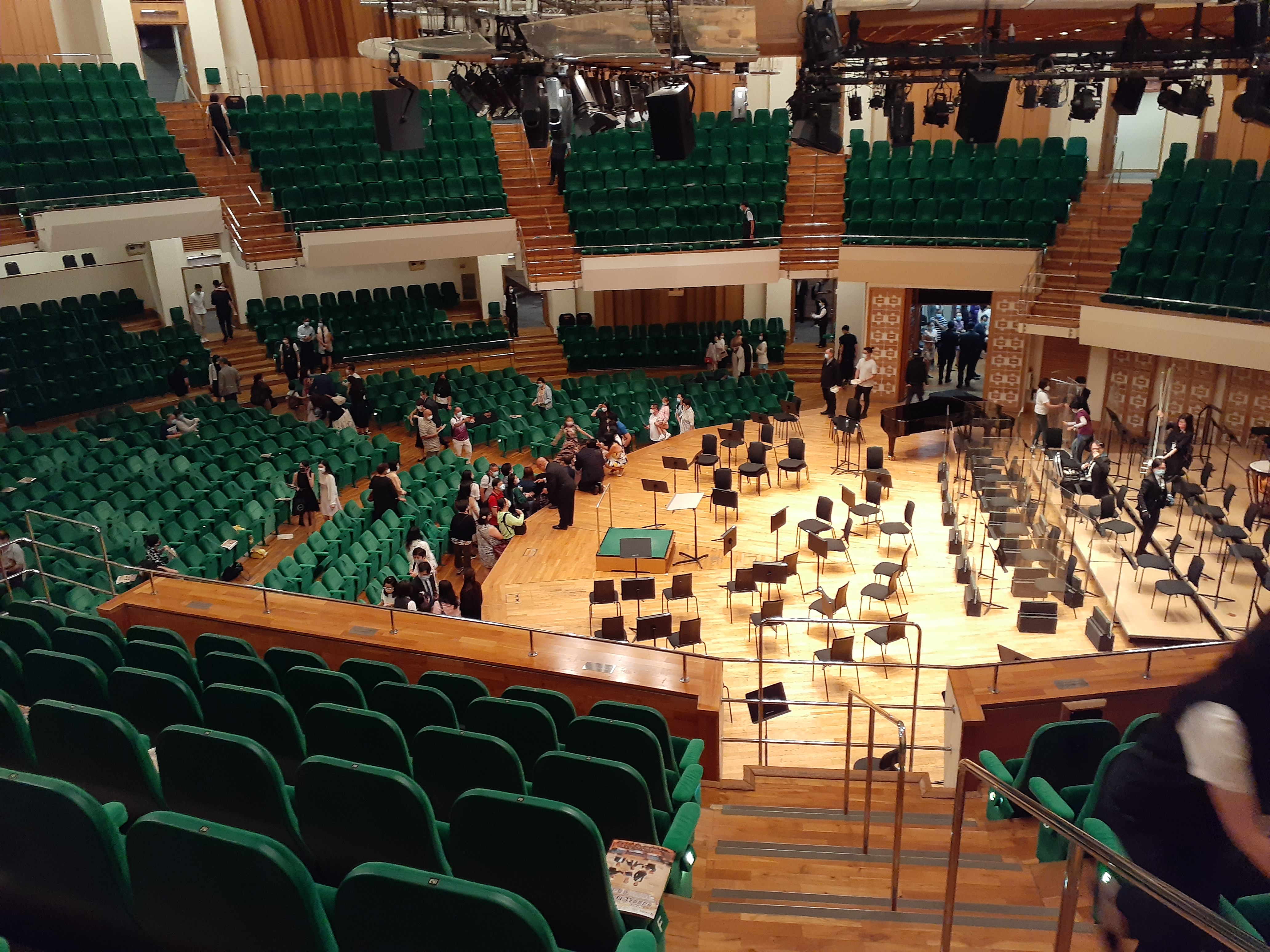
呈橢圓形設計的香港文化中心音樂廳（攝於2021年）

### 會場設計
《不可推搪的黎明生日約會》以生日派對和聖誕節為主題，演唱地點位於尖沙咀海旁的香港文化中心，會場分為室內和室外兩個部份，位於室內的音樂廳可容納約二千名觀眾，而位於室外的露天廣場加設500個座位和大螢幕，主辦單位斥資由澳洲租借1部價值港幣50萬元的真雪製造機，把位於露天廣場的一百平方呎空間佈置成雪地，並設置了5個由真雪製成，跟成年人高度相約的雪人，且計劃以真雪製造機營造下雪效果，但由於雪花溶化時會把電線弄濕引致漏電風險，基於安全考慮決定取消這個環節。

### 活動安排
《不可推搪的黎明生日約會》入場券由主辦單位免費送出，入場觀眾必須準備一份文具、記事簿、圖書、砌圖遊戲等適合兒童的禮物，由主辦單位代為收集及整理，然後轉送給保良局及協康會等兒童中心的智障兒童。音樂會於1993年12月16日下午2時30分進行綵排，當天晚上8時在室內和室外同步舉行，室內會場以演唱活動為主，而室外會場則以遊戲活動為主，歌手鄭嘉穎擔任表演嘉賓，黎明以單車代步，穿梭室內和室外，室外會場透過大螢幕實時播放室內音樂廳的演唱情況。以下是演唱會的歌曲編排：
1. YA YA YA
2. 愛情影畫戲
3. 我用深情與你相約
4. 我愛ichiban（廣東版及國語版）
5. 寂寞的古堡
6. 願你今夜別離去
7. 真的愛情定可到未來
8. 我的另一半
9. 心愛
10. We wish you a merry christmas
11. White Christmas
12. HONEY HONEY
13. 深秋的黎明
14. 不可推搪
15. 夏日燒着了
16. 夏日傾情
17. 心愛